# Facundo Infante Chávez
Facundo Infante Chávez (Villanueva del Fresno, Badajoz, 19 de febrer de 1786 - Madrid, 27 de desembre de 1873) va ser un polític liberal i general espanyol, diputat, senador i president del congrés, conseller d'estat, ministre interí de Guerra, titular de Governació i tercer director general de la Guàrdia Civil, aleshores anomenat inspector general. Durant el seu exili polític va ser també ministre d'interior a Bolívia.

## La guerra del francès
Després de cursar els seus primers estudis a Badajoz i Sevilla, en esclatar la Guerra del francès en 1808 es va unir a les tropes lleials a Ferran VII d'Espanya, combatent entre d'altres en les batalles de Talavera (1809), Chiclana, La Albuera (1811) i en el fallit assalt al castell de Niebla. Va ser fet presoner en el setge de València de 1812, encara que va aconseguir escapar poc després; també va estar present en els setges de Tarragona i Tortosa (1813). Al final de la guerra ocupava l'ocupació de capità, havent estat condecorat per la seva notable participació en els enfrontaments.

## Trienni liberal
Compromès en 1817 en la conspiració del tinent coronel Juan van Halen i Sarti i col·laborador directe en la fugida d'aquest militar de la presó de la Inquisició en 1818, es va veure obligat a emigrar a l'estranger en 1819 per la seva condició de maçó. En 1820 va tornar, fou elegit diputat per Extremadura en 1822 en 1823 va participar sota les ordres del coronel Antonio Casano en la resistència que l'exèrcit espanyol va presentar contra els Cent Mil Fills de Sant Lluís a la província de Cadis. La derrota de les forces espanyoles i la restauració de l'absolutisme li van portar a emigrar de nou, aquesta vegada a les colònies americanes.

## Exili a Amèrica
De Gibraltar va creuar a Rio de Janeiro, acompanyat d'altres liberals espanyols com Antonio González y González i Antonio Seoane Hoyos. Des de terres brasileres va partir a l'Alt Perú, passant diverses penúries, com a atacs d'indis i febres, arribant finalment a terres bolivianes. Quan el grup d'exiliats va arribar, van ser capturats i empresonats per tropes reialistes espanyoles, aprofitant la batalla d'Ayacucho per escapar. Amb la independència de la República de Bolívar d'Espanya, va entaular una estreta amistat amb Bolivar i més encara amb el seu general Antonio José de Sucre el que li va valer ser nomenat ministre de l'interior en 1826 de Bolívia. Des d'aquest lloc es va dedicar a realitzar una sèrie de reformes administratives i socials amb vista a millorar les condicions de vida de la població. D'Argentina fa portar material escolar, funda escoles i hospitals i mana construir carreteres, a més de millorar els programes d'estudi a la universitat de la Paz. Aquestes mesures reformadores i l'ésser estranger, li implica l'enemistat de l'església i grups conservadors bolivians, qui finalment, amb ajuda peruana, aconseguiran el derrocament de Sucre i amb això del mateix Facundo Infante, que serà relegat del poder, vivint allunyat de la política fins que es decideix a tornar a Espanya, en tenir notícia de la mort de Ferran VII.

## Retorn a Espanya i rehabilitació
Va tornar a Espanya acollint-se a l'amnistia de 1834; va participar en la primera guerra carlista aconseguint el grau de coronel. Va ser elegit diputat per Badajoz en 1836, 1837 i 1839; al setembre de 1837 va exercir interinament el càrrec de ministre de guerra durant la malaltia del seu titular; senador per Castelló i mariscal de camp en 1840, ministre de Governació en 1841-42; novament diputat per La Corunya en 1846, tinent general en 1848, senador vitalici en 1849, diputat per Badajoz i Balears i inspector general de la Guàrdia Civil entre 1854 i 1856, i simultàniament president del congrés entre 1855 i setembre de 1856, i finalment senador per Badajoz en 1871.
Durant el període en què va compaginar els importants càrrecs de President de les Corts constituents amb el de Director general de la Guàrdia Civil, entre 1854 i 1856, va dur a terme una enfervorida defensa de la Guàrdia Civil, rebatent les nombroses veus que demandaven la seva dissolució després del canvi de signe del nou govern. El 30 de juny de 1855 va abandonar el seu lloc de president para des de la tribuna d'oradors donar resposta al discurs que el diputat Llanos va pronunciar en contra d'aquest cos, encara acceptant en les seves pròpies paraules que "no posseïa els menors coneixements del que impugnava". D'igual forma va rebatre posteriorment la proposta d'Estanislau Figueras d'eliminar la dependència del Ministeri de la Guerra, deixant a la Guàrdia Civil sota la del de Governació exclusivament, en debatre els pressupostos d'aquell ministeri.

## Mort
Va morir a Madrid en 1873; el seu cos va ser embalsamat i enterrat en la basílica d'Atocha.
| « | ... personatge, en suma, dels que saben i aconsegueixen créixer al món, però no mereixedor de l'odi o vituperi que dels seus enemics nombrosos s'ha comerciejat. | » |